# Sennebogen
Sennebogen Maschinenfabrik GmbH er en tysk maskinproducent og producent af entreprenørmaskiner med hovedkvarter i Straubing, Bayern. De har over 2.200 ansatte, og de omsætter årligt for 600 mio. euro.
Virksomheden blev etableret i 1952 af Erich Sennebogen (1931–2011) og i begyndelsen producerede de jordbrugsmaskiner.